# فتح بغداد (1394)
الاستيلاء على بغداد على يد السلطان الظاهر سيف الدين برقوق والسلطان الجلائري أحمد بن أويس جلائر. تم الاستيلاء على المدينة دون مقاومة عام 1394.

## خلفية
في عام 1393، جدد تيمورلنك الحرب مع أحمد جلائر. وفي نهاية شهر أغسطس تقريبًا، وصل إلى بغداد، حيث كان يقيم أحمد. قرر أحمد جلائر أن الدفاع عن المدينة أمر مستحيل، فهرب وسافر إلى الشام، واتصل بالسلطان برقوق.

استقبل السلطان الظاهر سيف الدين برقوق السلطان أحمد جلائر مع كبار رجال الدولة. وعندما رأى السلطان الجلائري برقوق أول مرة أراد تقبيل يد السلطان برقوق، لكن برقوق منعه واحتضنه ورحب به وأعطاه المال والذهب والجواري وقواته تحت إمرته. وبعد أيام من هذا الاستقبال، وصل رسل مغول يحملون رسالة من تيمورلنك يطلب فيها تسليم السلطان الجلائري. فأجابهم برقوق:
"كيف يجوز في شريعة الفروسية والوفاء أن نسلم ضيفنا ونزيلنا والذي آوى إلينا؟ تسليم الخان أحمد مستحيل".

## الإستيلاء
بعد ذلك، قاد برقوق جيشه برفقة الأمير سعد الدين بن غراب والسلطان أحمد جلائر إلى الشام لمحاربة تيمورلنك. وعندما دخلوا الديار الشامية، وردت أنباء عن هروب تيمورلنك مع قواته عندما سمع بوصول جيش المماليك.
وأمر برقوق أحمد بالعودة إلى بغداد وكتب له كتابًا يعلنه سلطانًا على بغداد. وأعطاه خمسمائة ألف درهم والعديد من الخيول والإبل والقماش، كما أمده بقوة عسكرية لمساندته. عند الوداع أراد أحمد أن ينحني ويقبّل الأرض عند قدمي برقوق، لكن الأخير لم يسمح له احتراماً له، وبدلاً من ذلك وقف واحتضنه وودعه قبل أن ينفصلا.